# Loxstedt
Loxstedt (plattysk: Lox) er en by i Landkreis Cuxhaven i den tyske delstat Niedersachsen beliggende syd for Bremerhaven.

## Geografi
Loxstedt ligger på den Nordtyske Slette og er præget af gest-, marsk- und moseområder. I kommunen ligger en række beskyttede naturområder Bülter See und Randmoore, Königsmoor, Neuenlander Außendeich, Stoteler Moor og Plackenmoor. Mod vest grænser kmmunen på en 15 kilometer lang strækning til floden Weser. Mod syd løber floden Lune, der er en lille biflod til Weser, gennem kommunen, og ved den sydlige kommunegrænse løber floden Drepte.

## Landsbyer i kommunen
I kommunen ligger 21 landsbyer, hvoraf flere består af flere bebyggelser (indbyggertal fra 2004) :
| - Bexhövede (2201) - Hosermühlen - Junkernhose - Nückel - Loxstedt-Büttel\|Büttel (285) - Buttel - Indiek - Schwingenfeld - Dedesdorf (207) - Donnern (656) - Böcken - Düring (923) - Friedrich-Wilhelmsdorf - Eidewarden (378) | - Fleeste (109) - Hahnenknoop (258) - Drostendamm - Hetthorn (81) - Moorhausen - Holte (82) - Speckje - Lanhausen (238) - Welle - Loxstedt (5077) - Dünenfähr - Hohewurth - Siedewurt | - Maihausen (44) - Nesse (1421) - Im Zollenhamm - Neuenlande (166) - Overwarfe (182) - Schwegen (218) - Langendammsmoor - Stinstedt (824) - Stotel (2615) - Sandberg - Ueterlande (412) - Auf der Jührde - Wiemsdorf (163) |